# Sunita Lyn Williams
Sunita Lyn Williams (Euclid, Ohio, 1965. szeptember 19.–) amerikai űrhajós, fedélzeti mérnök. Teljes neve Sunita Lyn "Suni" Williams (Pandya).

## Életpálya
1987-ben az amerikai Légierő Akadémiáján fizikából és helikopter vezetésből szerzett oklevelet. Katonai szolgálata alatt több vizsgát tett vezetésből illetve légi műveletekből. Norfolki (Virginia) bázisán kívül, több tengerentúli bázison teljesített szolgálatot. 1993-tól tesztpilótaként szolgált, képzésén megtanulta a légi balesetek kivizsgálásának módszertanát. Több helikoptertípust tesztelt, többek között az SH-60B/F, UH–1, AH–1W, SH–2, VH–3, H–46, CH–53 és a H–57 gépeket. Repült óraszáma több mint 3000, több mint 30 különböző helikopteren végzett szolgálatot. 1995-ben a Floridai Institute of Technologyon mérnök menedzser képzésből vizsgázott.
1998. június 4-től részesült űrhajóskiképzésben a Lyndon B. Johnson Űrközpontban, valamint a Jurij Gagarin Űrhajós Kiképző Központban. Két űrszolgálata alatt összesen 321 napot, 17 órát és 15 percet töltött a világűrben. Egyik feladata a manipulátor kar kezelése volt. Női űrhajósként a legtöbb űrsétát (kutatás, szerelés) végezte, 50 óra 40 perccel a második legtöbb időt töltötte az űrállomáson kívül. Az amerikai űrhajósok sorrendjében a 6. legtöbb időt töltötte a világűrben, a második a világ női űrhajósainak sorában.

## Űrrepülések
- STS–116, a Discovery űrrepülőgép küldetésén küldetésspecialista/ISS fedélzetén fedélzeti mérnök. Első szolgálatán összesen 194 napot, 18 órát és 2 percet töltött a világűrben. Missziója alatt teljesített négy űrsétával (kutatás, szerelés), összesen 29 óra 17 perccel női világrekordot ért el. Az STS–117, az Atlantis űrrepülőgép 28. repülésének végén a fedélzeten tért vissza kiinduló bázisára. A világcsúcsot Peggy Annette Whitson űrhajós 2008-ban megjavította.
- Szojuz TMA–05M fedélzeti mérnöke/ISS parancsnoka. Második szolgálatán összesen 126 napot, 23 órát és 13 percet töltött a világűrben. Három űrsétát (kutatás, szerelés) végzett az ISS fedélzetén kívül. Teljesített időtartama újabb világrekord.

### Tartalék személyzet
Szojuz TMA–03M fedélzeti mérnöke.